# Yom Haʿatzmaout
Yom Haʿatzmaout (en alphabet hébreu : יום העצמאות), en français Jour de l’indépendance, est une journée commémorative instituée par le gouvernement israélien dans la seconde moitié du XXe siècle en l'honneur de la déclaration d'indépendance de l'État d'Israël, lue le 14 mai 1948 par David Ben Gourion, président de l'Agence juive, gouvernement officieux des Juifs de Palestine, dans une salle du Musée des Beaux Arts de Tel Aviv, le dernier jour du mandat britannique sur la Palestine.
La célébration a généralement lieu le 5 iyar, c'est-à-dire entre la mi-avril et la mi-mai du calendrier grégorien. Initialement modelée sur les fêtes nationales des pays européens et sur l’Independence Day des États-Unis, elle s’est doublée pour certains juifs d’un message plus religieux, l’indépendance d’Israël étant perçue comme un miracle digne d’être célébré par des louanges, sur le modèle de Hanoucca et Pourim.
Elle est observée par l’ensemble de la population juive israélienne, à l’exception d'une partie des haredim, qui contestent la légitimité du projet  sioniste.

## Yom Haʿatzmaout dans les sources historiques, officielles et religieuses
L’établissement de Yom Haʿatzmaout à la date de la déclaration d’indépendance de l’État d’Israël par David Ben Gourion est entériné par la Loi du Jour de l’Indépendance promulguée en 1949 (hébreu : חוק יום העצמאות Hok Yom Haʿatzmaout). Il est décidé à l’instigation d’Avraham Elmalih de le nommer « jour de l’indépendance » et non « jour de la résurrection [du peuple juif] » ou « de l’État » comme il avait été proposé dans les projets de loi successifs. Il est décidé de célébrer « la fête de l’État » à sa date hébraïque, le 5 iyyar, plutôt qu’à la date civile du 14 mai. Il est en outre acté que le Shabbat a prééminence sur ce jour  et qu’il doit donc être déplacé au lendemain si le 5 iyyar tombe un samedi ou à la veille si le 5 iyyar a lieu le vendredi.

## Observance de Yom Haʿatzmaout

### Événements durant la journée
Plusieurs événements sont traditionnellement célébrés lors de cette journée :
- Réception par le président d'Israël de 120 soldats de Tsahal. L'événement se déroule à la résidence officielle du président à Jérusalem[1].
- Concours biblique international (à Jérusalem)[2]
- Cérémonie du Prix Israël (à Jérusalem)
- Ouverture de certaines bases de l'armée au public
- Festival de la chanson israélienne

Entre 1949 et 1973, le défilé des Forces de défense israéliennes avait lieu ce jour-là.
Les familles juives israéliennes célèbrent traditionnellement ce jour en organisant des pique-niques et des barbecues. Les balcons sont décorés de drapeaux israéliens et de petits drapeaux sont attachés aux portières des voitures. Certains laissent les drapeaux hissés jusqu’après le jour de Jérusalem ou " Yom Yerushalayim ". Les chaînes de télévision israéliennes diffusent les événements officiels en direct et des films et sketches cultes israéliens classiques sont projetés.

### Célébration religieuse
Depuis 1950 et à la suite d'une décision du grand rabbinat askhenaze d'Israel, on récite le Hallel à l'office du matin.

### Date
Yom Haʿatzmaout doit être célébré le 5 iyar, pour autant que ce jour et Yom HaZikaron (ou jour du souvenir des soldats morts au combat pour Israël) qui le précède n’entraînent pas d’enfreinte du chabbat, y compris par les préparatifs à la cérémonie. Par conséquent :
- Yom Hazikaron est célébré le 5 iyar, depuis le coucher de soleil de la veille jusqu’à la sortie des étoiles pour autant que le 5 iyar ne tombe pas un vendredi, un samedi ou un dimanche
- si le 5 iyar a lieu un vendredi, Yom Haʿatzmaout est avancé au jeudi 4 iyar
- si le 5 iyar a lieu à chabbat, Yom Haʿatsmaout est avancé au jeudi 3 iyar
- si le 5 iyar a lieu un dimanche, Yom Haʿatsmaout est reculé au lundi 6 iyar.

Cette journée nationale est un jour férié en Israël et a été déclarée en 1950 fête religieuse par le grand rabbinat d’Israël, avec récitation de prières spéciales. Mais le rituel qui est le plus observé ce jour-là en Israël est celui du pique-nique et du barbecue… qui s’accompagne également de chants et de danses dans les rues. Une multitude de drapeaux israéliens flottent sur les maisons (encore plus que d’ordinaire) et sur les voitures. C’est une fête très joyeuse qui contraste d’autant plus avec la célébration de Yom Hazikaron observée la veille (en hommage aux victimes des guerres et du terrorisme).
La date de la fête est fixée selon le calendrier hébraïque, et tombe toujours un mardi, un mercredi ou un jeudi les plus proches du 5 Iyar.

En 2008, c’était le jeudi 8 mai et Israël fêtait ses 60 ans avec faste. De nombreuses manifestations et cérémonies ont marqué cet événement, ainsi que la présence de nombreuses personnalités (dont George W. Bush). La fête a lieu les jours suivants : 
| Année | Jour     |
| ----- | -------- |
| 2026  | 21 avril |
| 2025  | 30 avril |
| 2024  | 13 mai   |
| 2023  | 25 avril |
| 2022  | 5 mai    |

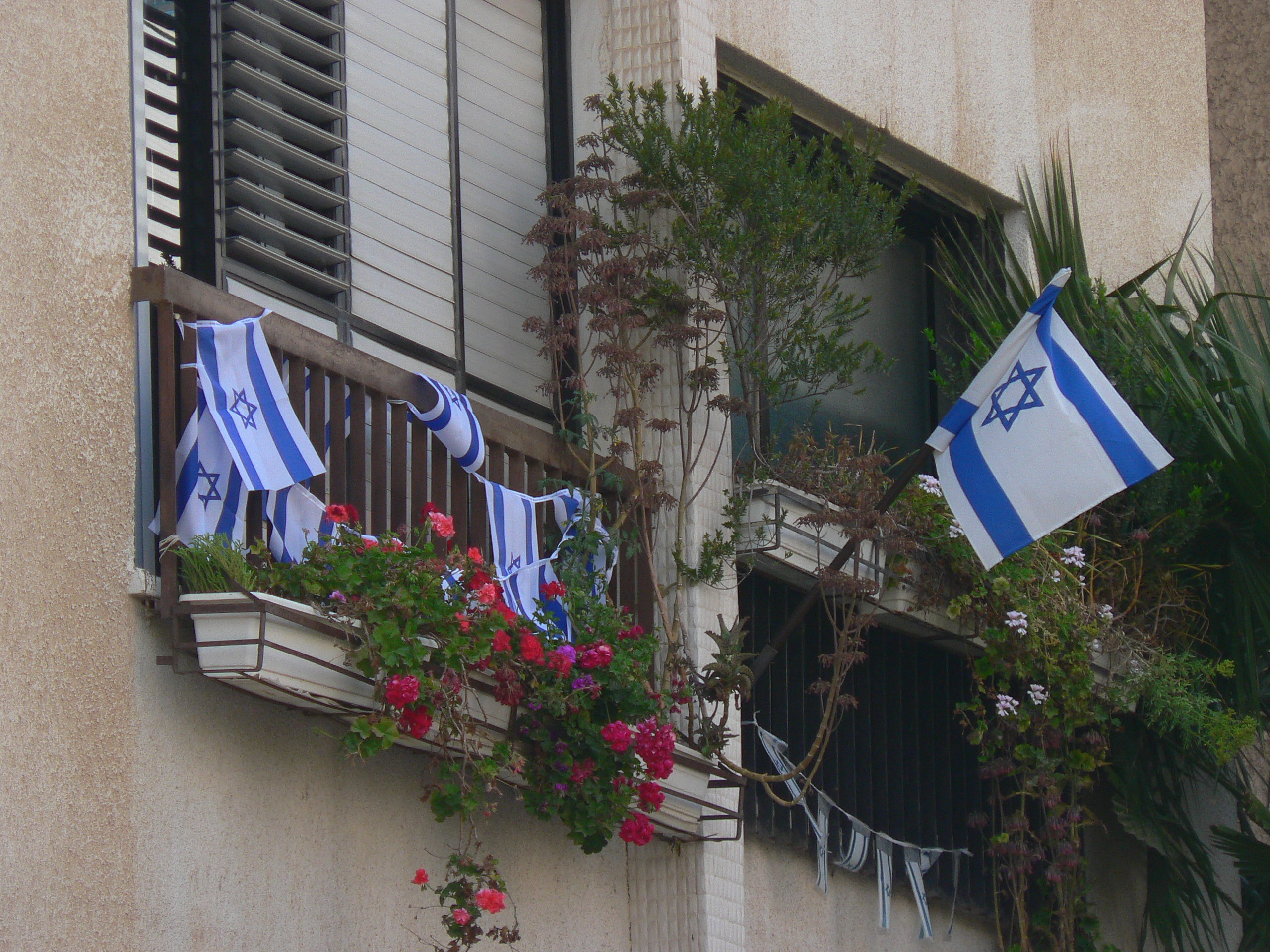
Drapeaux sur les balcons le jour de l’indépendance d’Israël.
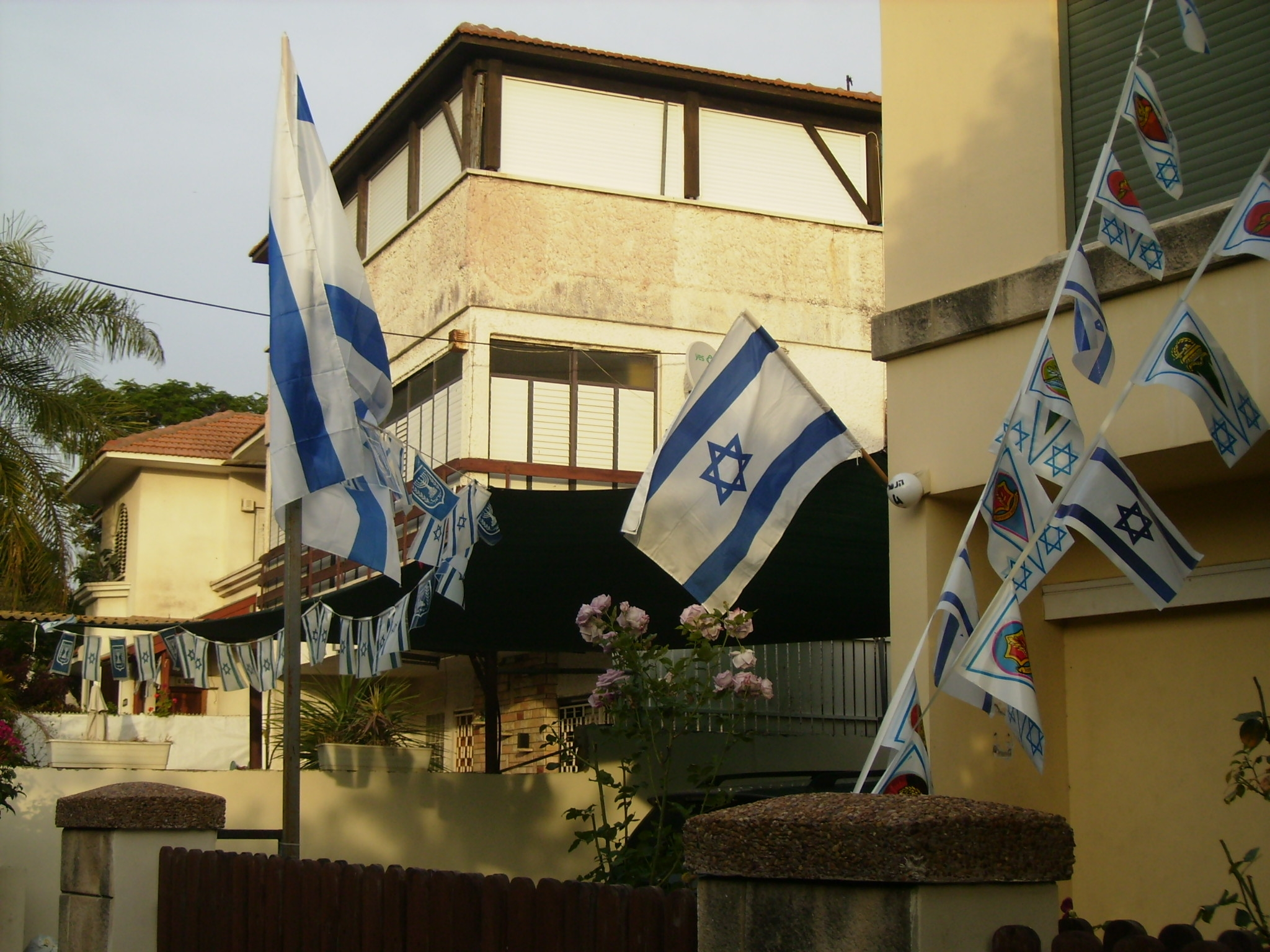
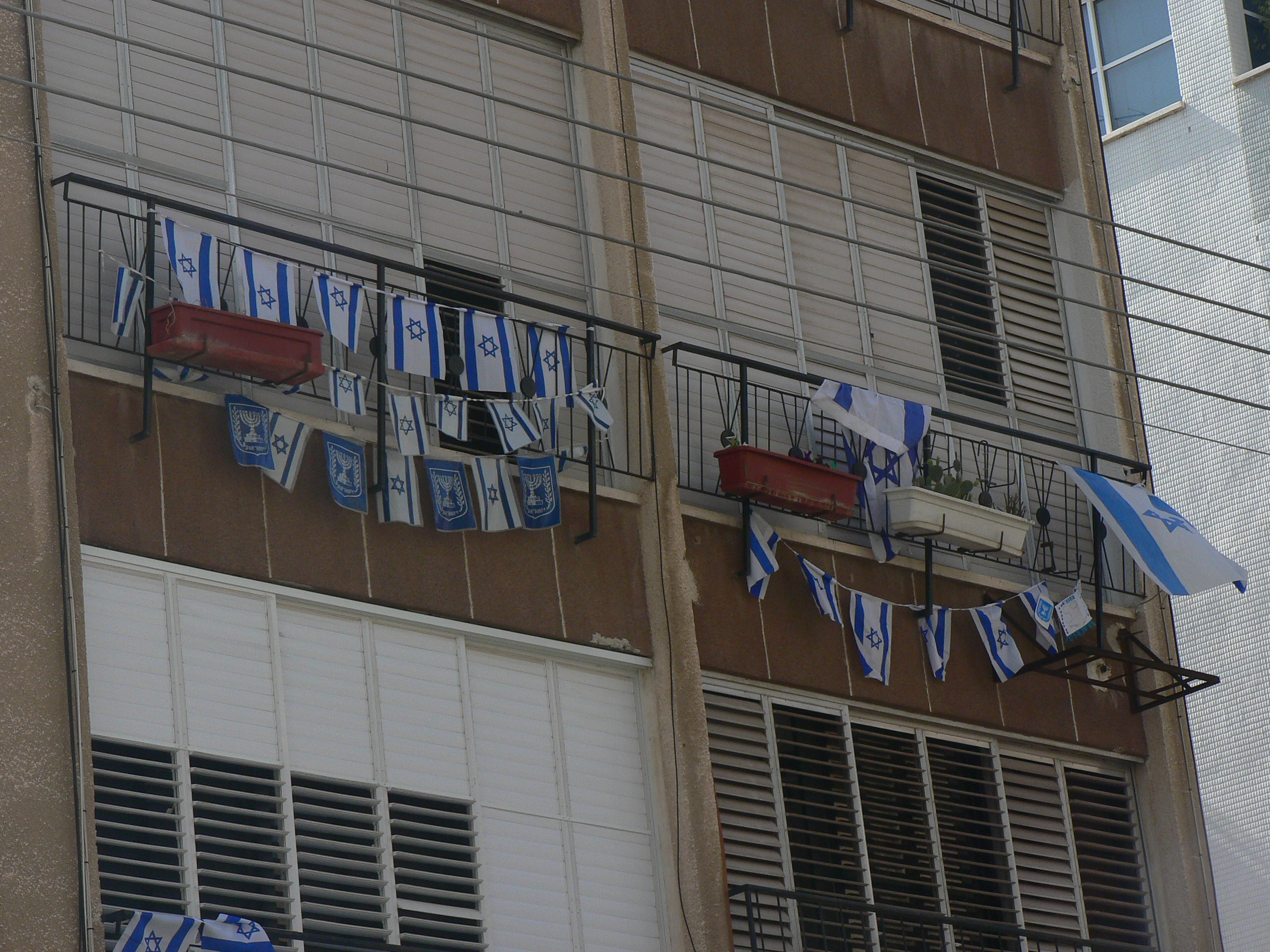
Drapeaux sur les balcons le jour de l’indépendance d’Israël.
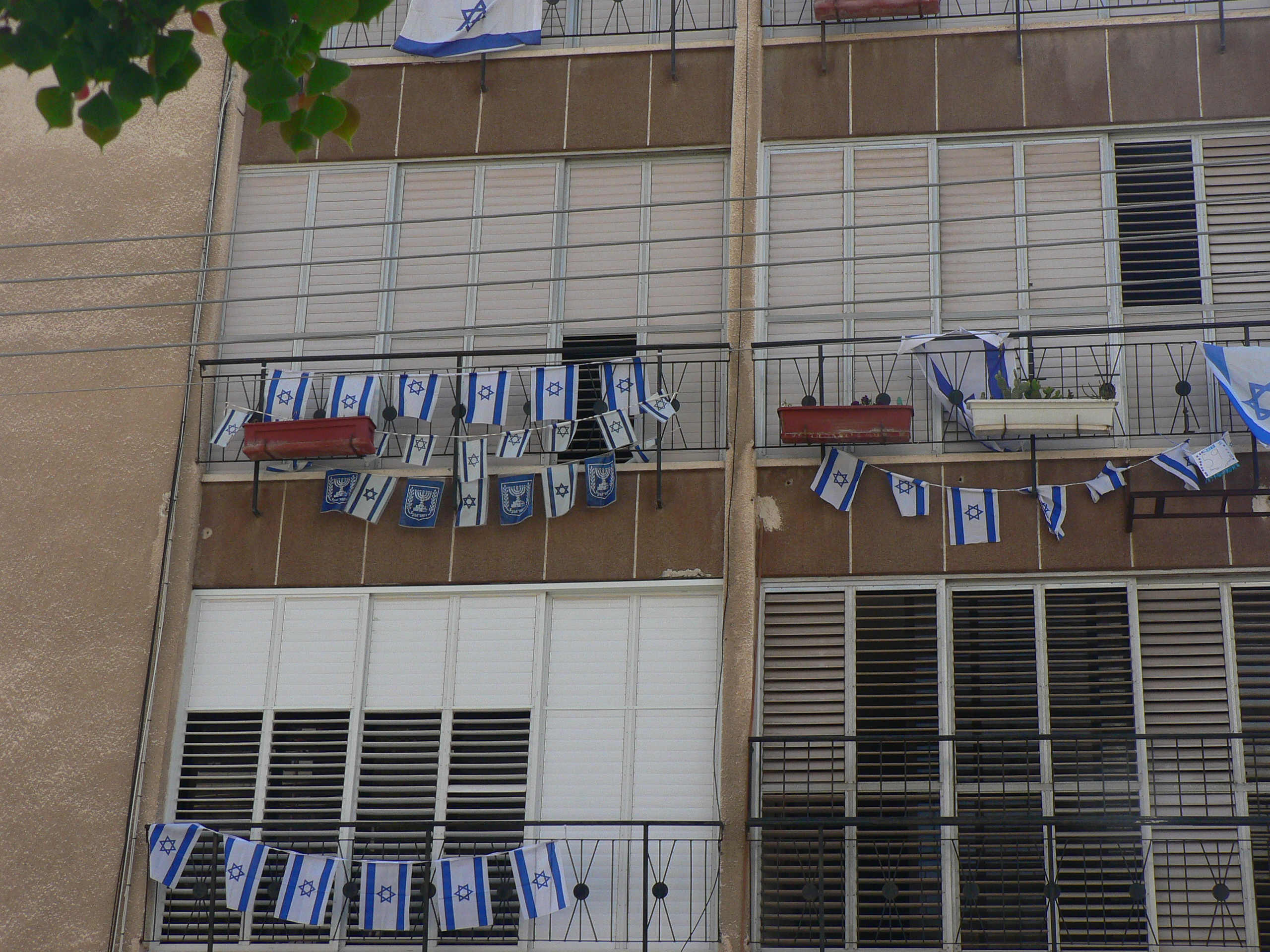
Drapeaux sur les balcons le jour de l’indépendance d’Israël.